# Армонт (линейный корабль)
«Армонт» (англ. Armont) — парусный линейный корабль Балтийского флота России, участник Северной войны 1700—1721 годов.

## Описание корабля
Парусный линейный корабль 4 ранга, длина судна по сведениям из различных источников составляла от 34,3 до 34,32 метра, ширина от 9,2 до 9,25 метров, а осадка от 4,1 до 4,2 метра. Вооружение судна составляли 50 орудий, а экипаж состоял из 350 человек.

## История
Корабль «Армонт» был куплен Ф. С. Салтыковым в 1712 году в Англии и под тем же именем вошёл в состав Балтийского флота России. 30 апреля (11 мая) 1714 года корабль с отрядом пришёл в Ревель. 
Принимал участие в Северной войне. В 1713 и 1714 годах выходил в крейсерские плавания в Финский залив в составе эскадр. В 1716 году находился с эскадрой на Кронштадтском рейде для обучения экипажа. 12 (23) марта 1717 года приказу Петра I корабль начали готовить к плаванию в Венецию. В Санкт-Петербурге на борт корабля были погружены канаты, юфть, воск, 650 бочек смолы, 2353 прута железа, и в сентябре 1717 года судно вышло в море, а к 7 (18) мая 1718 года прибыло в Венецию. Выгрузив товары, корабль взял курс обратно в Россию. 27 октября (7 ноября) 1718 года из-за штормов и нехватки провианта вынужден был зайти в Берген, где остался на зимовку. 17 (28) мая 1719 года «Армонт» вернулся в Кронштадт.
В 1720 и 1721 годах в составе эскадры крейсировал в  Финском заливе. В 1722, 1723, 1725 и 1727 годах выходил в практические плавания в Финский залив в составе эскадр. В 1725 году на зимовку оставался в Ревеле. В 1726 году стоял на Кронштадтском рейде. С 1728 по 1733 год стоял невооруженным в Ревеле, а в июле 1733 года перешел в Кронштадт.
Принимал участие в действиях флота 1734 года под Данцигом. Был переоборудован в брандер и 19 (30) мая вышел из Кронштадта. 26 мая (6 июня) присоединился к эскадре у Пиллау и вместе с ней перешел к Данцигу, а 2 (13) июля вернулся в Кронштадт. В 1735 году перевозил продовольствие из Риги в Кронштадт.
Корабль «Армонт» был разобран в 1747 году.

## Командиры
Командирами корабля «Армонт» в разное время служили:
- Т. Рю (1714 год).
- И. А. Брант (1715 год).
- Я. Блорий (1717—1719 годы).
- И. Р. Кошелев (1720 год).
- Я. Шапизо (1721 и 1723 годы).
- капитан-поручик Г. Агазен (зима 1725 года)[4].
- Т. Веслинг (1726 год).
- Т. Стокс (1727 год).
- Д. С. Калмыков (1727 год)[5].
- О. Остенсен (1728 год).
- С. Армитаж (1733 год).
- Г. Сниткер (1734 год).
- барон Г. Шлейниц (1735 год).